# Нащадки сонця
Нащадки сонця (кор. 태양의 후예) — південнокорейський телесеріал, що транслювався щосереди та щочетверга з 24 лютого 2016 по 22 квітня 2016 на телеканалі KBS2. Усі 16 серій серіалу мають українські субтитри на платформі Viki.

## Сюжет
Ю Сі Джін командир загону спецпризначенців разом зі своїм другом Со Де Йоном перебувають у відпустці в Сеулі. Випадково вони стали свідками спроби пограбування та вирішили затримати молодого злодюжку, але під час спроби втекти від них, юнак травмувався. Посадивши його до швидкої, друзі пішли у своїх справах. Але тут Де Йон виявив, що якимсь чином злодій поцупив в нього смартфон, і вони вирішили поїхати до лікарні, щоб повернути телефон. Саме у лікарні сталася перша зустріч Сі Джіна та Мо Йон, яка надавала медичну допомогу пораненому злодію. Спочатку вона помилково припустила, що Сі Джін - бос гангстерів, але за допомогою Юн Мьон Джу швидко з'ясувалося, що це військові. Далі між Сі Джіном та Мо Йон починається роман, але на заваді їх стосунків стають їх професії. Коли у Мо Йон є вільний час, Сі Джіна відправляють виконувати важливе завдання, коли вільний він, то Мо Йон терміново викликають до лікарні. Зрозумівши, що для обох обов'язок важливіший за особисте життя, вони вирішили розлучитися. Сприяло цьому рішенню і те, що командування Сі Джіна відправляє його загін здійснювати миротворчу місію до близькосхідної країни Урік (назва країни абстрактна, щоб не викликати дипломатичного непоразуміння, але мається на увазі Ірак), де триває збройний конфлікт, але через секретність він нічого не сказав Мо Йон.
Минає декілька місяців. У Мо Йон стається конфлікт з керівництвом шпиталю, і вона вирішила поїхати до медичного табору в близькосхідній країні, щоб допомагати місцевому населенню, що страждає від війни. Коли команда лікарів з Кореї прибуває на військовий аеродром в Уріке, їх зустрічають військові, в командирі яких Мо Йон впізнає Сі Джіна. Медичний табір розташований в небезпечному місці, тому його і доручили охороняти команді Сі Джіна. Під час перебування лікарів в таборі стається багато небезпечних та непередбачуванних подій, але на тлі цього з новою силою спалахують романтичні стосунки головних героїв.
Паралельно розвивається кохання між Со Де Йоном та Юн Мьон Джу, але на заваді стає те, що батько дівчини - впливовий генерал, який зовсім не хоче бачити своїм зятем простого сержанта.

## Акторський склад

### Головні ролі
- Сон Чжун Кі — у ролі Ю Сі Джіна. Командир елітного загону спецпризначенців, його головний принцип: військові повинні в першу чергу захищати дітей та людей похилого віку[2].
- Сон Хє Кьо — у ролі Кан Мо Йон. Молода лікарка, яка працює у великому сеульському шпиталі, через конфлікт з керівництвом якого змушена їхати у відрядження до Уріка[3].
- Чін Гу — у ролі Со Де Йона. Сержант-майор збройних сил, заступник та найкращий друг Сі Чжіна[4].
- Кім Чі Вон — у ролі Юн Мьон Джу. Молодший сержант, військовий лікар та донька генерала, у підпорядкуванні якого і бригада спецпризначенців[5].

### Другорядні ролі

#### Загон спецпризначенців
- Пак Хун[en] — у ролі штаб-сержанта Чхве Ву Гина.
- Чхве Ун[en] — у ролі штаб-сержанта Кон Чхоль Хо.
- Ан Бо Хьон — у ролі сержанта першого класу Ім Кван Нама.

#### Команда медиків шпиталю «Хесон»
- Он Ю[en] — у ролі ординатора першого року Лі Чі Хуна[6].
- Лі Син Джун[en] — у ролі головного хірурга Сон Сан Хьона.
- Со Чон Йон[en] — у ролі старшої медсестри невідкладної допомоги Ха Че Є.
- Пак Хван Хї[en] — у ролі медсестри невідкладної допомоги Чхве Мін Джі.
- Хьон Чу Ні[en] — у ролі фахівець з паталогії Пьо Чі Су.
- Тхе Ін Хо[en] — у ролі голови шпиталю Хан Сук Вона.
- Чо У Рі[en] — у ролі анестезіолога першого року Чан Хї Ин. Дружина Лі Чі Хуна.
- Пак А Ін — у ролі торакального хірурга Кім Ин Джі.

#### Військові в Уріке
- Кан Сін Іль[en] — у ролі генерал-лейтенанта Юн Гіль Джуна. Батько Мьон Джу.
- Кім Бьон Чхуль[en] — у ролі підполковника Пак Бьон Су.
- Кім Мін Сок — у ролі рядового першого класу Кім Кі Бома.

#### Люди в Уріке
- Девід Лі МакАйніс[en] — у ролі Девіда Аргуса. Колишній капітан спецпризначенців США, бос угруповання бойовиків в Уріке.
- Чо Че Юн[en] — у ролі Чін Йон Су. Головний менеджер електростанції, яку в Уріке будують південнокорейські фахівці[7].

## Виробництво
На відміну від більшості корейських серіалів, «Нащадки сонця» були повністю зняті та змонтовані до прем'єри. Серіал став першою роботою Сон Чжун Кі після повернення з військової служби. Виробництво серіалу коштувало 13 мільярдів корейських вон або трохи менш 11 млн доларів США. Більш половини цих коштів пішли на зйомки в Греції, де знімальна група перебувала близько місяця.

## Сприйняття
Серіал став найпопулярнішим серіалом року в Кореї, останній епізод зібрав рейтинг більш 40 % у столичному регіоні. Драма також мала величезний успіх майже у всіх азійських країнах. Успіху драми сприяла майстерна гра акторів, добре підготований сценарій та вдале співробітництво корейських та китайських компаній. Все це разом підвищило якість серіалу, що й високо оцінили глядачі. Президент Кореї Пак Кин Хє відмітила, що такі серіали сприяють збільшенню потоку іноземних туристів до країни та збільшують кількість людей, що цікавляться Кореєю. Іншим разом вона сказала, що такі якісні драми як «Нащадки сонця» позитивно впливають на промисловість Республіки Корея, добре рекламуючи корейські товари за кордоном та збільшуючи продажі, а Сон Чжун Кі назвала «молодим патріотом» своєї країни.

### Культурний вплив
Місця проведення зйомок, такі як польовий медичний табір, де працювала Мо Йон, та місце служби Сі Джіна, вирішили претворити на туристичні парки. Так колишню військову базу армії США в Пхаджу поблизу ДМЗ, вирішили перетворити на тематичний парк, в якому туристи зможуть дізнатися про побут військових та історію цього місця. Уряд провінції Кьонгі вирішив інвестувати в проект більш 3 млн доларів США. Місце, де знаходився медичний табір стало туристичним парком, в якому всі охочі можуть перевдягнутися в костюми, що носили головні герої та сфотографуватися на фоні об'єктів, що були показані в серіалі. Також табір неодноразово ставав місцем зйомок популярних шоу, таких як «Два дні та одна ніч», «Поїздка-битва» та інших. Грецький пляж Навайо, де відбувався розквіт романтичних стосунків між головними героями, став культовим місцем для корейських та китайських туристів, що відвідували Грецію.
Популярність драми суттєво збільшила кількість юнаків, зацікавлених проходити обов'язкову військову службу саме у спецпідрозділах корейської армії.

### Критика
Частина кінокритиків звинувачувало виробників серіалу в надмірному використанні продакт-плейсменту, тобто в акцентуванні уваги глядача на бренді косметики, що використовувала головна героїня, та відвертої рекламі кафе та ресторанів, де відбувалися зйомки. Головний оператор визнав, що реклама була дійсно дуже агресивна, але наполягав, що у команди не було вибору, тому що зйомки надто багато коштували. Також дехто відмічав слабку сюжетну лінію з передбачуваним фіналом.

## Рейтинги

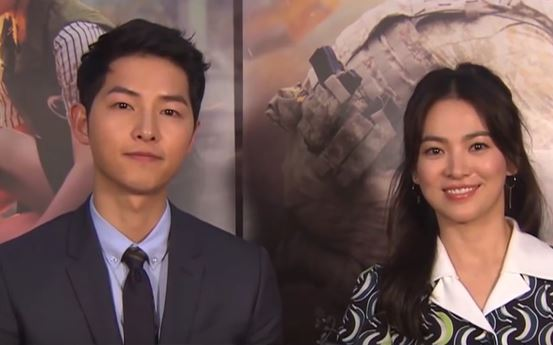
Сон Чжун Кі та Сон Хьо Кьо на прес-конференції

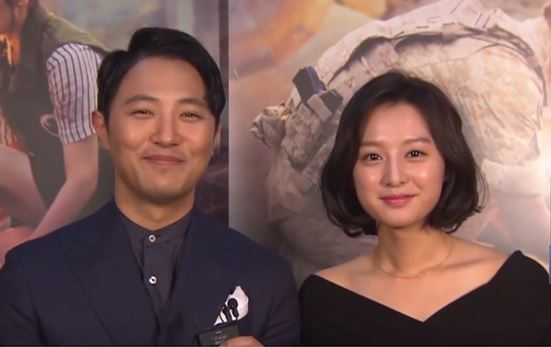
Чін Гу та Кім Чі Вон на прес-конференції

- Найнижчі рейтинги позначені синім кольором, а найвищі — червоним кольором.

| Серія              | Прем'єра         | Рейтинг        | Рейтинг | Рейтинг        | Рейтинг     | Рейтинг |
| Серія              | Прем'єра         | TNmS           | TNmS    | AGB Nielsen    | AGB Nielsen |         |
| Серія              | Прем'єра         | По всій країні | Сеул    | По всій країні | Сеул        |         |
| ------------------ | ---------------- | -------------- | ------- | -------------- | ----------- | ------- |
| 1                  | 24 лютого 2016   | 12,6 %         | 12,7 %  | 14,3 %         | 14,4 %      |         |
| 2                  | 25 лютого 2016   | 13,5 %         | 14,5 %  | 15,5 %         | 16 %        |         |
| 3                  | 2 березня 2016   | 21,8 %         | 22,7 %  | 23,4 %         | 24,6 %      |         |
| 4                  | 3 березня 2016   | 22,9 %         | 23,5 %  | 24,1 %         | 25,1 %      |         |
| 5                  | 9 березня 2016   | 24,6 %         | 26,3 %  | 27,4 %         | 29,2 %      |         |
| 6                  | 10 березня 2016  | 25,4 %         | 27,6 %  | 28,5 %         | 29,8 %      |         |
| 7                  | 16 березня 2016  | 27 %           | 28,9 %  | 28,3 %         | 30,1 %      |         |
| 8                  | 17 березня 2016  | 25,9 %         | 28,7 %  | 28,8 %         | 30,5 %      |         |
| 9                  | 23 березня 2016  | 29,7 %         | 32,3 %  | 30,4 %         | 31 %        |         |
| 10                 | 24 березня 2016  | 28,8 %         | 31 %    | 31,6 %         | 33,3 %      |         |
| 11                 | 30 березня 2016  | 29,1 %         | 31,3 %  | 31,9 %         | 33,5 %      |         |
| 12                 | 31 березня 2016  | 31,1 %         | 33,9 %  | 33 %           | 34,3 %      |         |
| 13                 | 6 квітня 2016    | 30,4 %         | 33,7 %  | 33,5 %         | 35 %        |         |
| 14                 | 7 квітня 2016    | 31,1 %         | 33,5 %  | 33 %           | 35,6 %      |         |
| 15                 | 13 квітня 2016   | 31,1 %         | 35,6 %  | 34,8 %         | 37,5 %      |         |
| 16                 | 14 квітня 2016   | 35,3 %         | 40,5 %  | 38,8 %         | 41,6 %      |         |
| Середній рейтинг   | Середній рейтинг | 26,3 %         | 28,5 %  | 28,6 %         | 30,1 %      |         |
| Спеціальні епізоди | 20 квітня 2016   | 15,3 %         | 16,6 %  | 17,7 %         | 19,5 %      |         |
| Спеціальні епізоди | 21 квітня 2016   | 12,3 %         | 13,9 %  | 13,6 %         | 14,7 %      |         |
| Спеціальні епізоди | 22 квітня 2016   | 10,9 %         | 11,8 %  | 12,2 %         | 13,2 %      |         |

## Міжнародні трансляції
- Китайська онлайн платформа iQiyi придбала ексклюзивні права на транслядію «Нащадків сонця» в Китаї, заплативши 250 тисяч доларів за кожну серію. На квітень 2016 року в КНР всі серії серіалу разом набрали більш мільярда переглядів. Популярність серіалу в Китаї була настільки висока, що викликала занепокоєння урядовців міністерства громадської безпеки країни.[27][28][29][30]
- В Сінгапурі серіал транслювала місцева платформа Viu з субтитрами англійською та мандаринською мовами. Кожен новий епізод був доступний глядачам платформи лише через 8 годин після прем'єри в Кореї, рейтинги серіалу в країні були більш 30 %. Саундтреки з серіалу зайняли перші сходинки сінгапурських хіт-парадів.[31][32]
- В Малайзії серіал транслювався місцевою онлайн платформою з субтитрами англійською, малайською та китайською мовами, через добу після прем'єри в Кореї. Влітку того ж року серіал транслював один з місцевих телеканалів.
- Прем'єра серіалу у В'єтнамі відбулася 21 квітня 2016 року на каналі HTV2. Серіал був надзвичайно популярним в країні, навіть близько тисячі в'єтнамських туристів придбали тури до місць, де відбувалися зйомки. Але з іншого боку в країні виникла діскусія, чи етично для в'єтнамців захоплюватися серіалами, що прославляють південнокорейських військових, бо у в'єтнамській війні армія Південної Кореї воювала на боці США.[33][34]
- Прем'єра драми у Таїланді відбулася 7 травня 2016 на каналі 7TV. Перед показом серіалу обов'язково переглянути «Нащадків сонця» закликав співгромадян прем'єр-міністр країни Прают Чан-Оча. На його думку серіал висвітлює справжні прояви патріотизма та показує, яким повинен бути громадянин, що любить свою батьківщину[35]. Зірку серіалу Сон Чжун Кі запросили відвідати Таїланд, що він і зробив в межах свого азійського турне[36].
- В Японії прем'єра серіалу відбулася у червні 2016 року. Місцева телерадіокомпанія придбала ексклюзивні права на трансляцію в країні, заплативши сто тисяч доларів за кожну серію.[37]
- У Гонконзі прем'єра серіалу з субтитрами китайською відбулася через 4 години після показу в Кореї. Сон Чжун Кі та Сон Хьо Кьо записали промо ролик до гонконзької прем'єри.[38]
- У Філіппінах прем'єра драми відбулася 25 червня 2016 року на каналі GMA Network.
- В Індонезії телевізійна прем'єра на одному з центральних каналів відбулася у червні 2016. Через велику популярність у липні наступного року драма показувалася знов.
- В Камбоджі серіал дублювали на кхмерську мову, прем'єра відбулася 5 серпня 2016.
- В Індії серіал дублювали на гінді, прем'єра відбулася у лютому 2017 року.
- В Греції серіал з субтитрами транслював один з місцевих телеканалів. Через те, що значна частина серіалу знімалася в Греції, до країни суттєво збільшився потік туристів з азійських країн.[39]

## Нагороди
| Рік  | Нагорода                                                     | Категорія                                             | Отримувач                                | Результат | Примітки      |
| ---- | ------------------------------------------------------------ | ----------------------------------------------------- | ---------------------------------------- | --------- | ------------- |
| 2016 | Премія новачки Азії 2016 року                                | Новачок року (чоловіки)                               | Чхве Вун                                 | Перемога  | [ 40 ]        |
| 2016 | 52-га Премія мистецтв Пексан                                 | Головний приз (телебачення)                           | «Нащадки сонця»                          | Перемога  | [ 41 ] [ 42 ] |
| 2016 | 52-га Премія мистецтв Пексан                                 | Краща драма                                           | «Нащадки сонця»                          | Номінація | [ 41 ] [ 42 ] |
| 2016 | 52-га Премія мистецтв Пексан                                 | Кращий режисер (телебачення)                          | Лі Ин Бок, Пек Сан Хун                   | Номінація | [ 41 ] [ 42 ] |
| 2016 | 52-га Премія мистецтв Пексан                                 | Кращий актор телебачення                              | Сон Чжун Кі                              | Номінація | [ 41 ] [ 42 ] |
| 2016 | 52-га Премія мистецтв Пексан                                 | Краща акторка (телебачення)                           | Сон Хьо Кьо                              | Номінація | [ 41 ] [ 42 ] |
| 2016 | 52-га Премія мистецтв Пексан                                 | Кращий автор сценарію (телебачення)                   | Кім Ин Сук, Кім Вон Сок                  | Номінація | [ 41 ] [ 42 ] |
| 2016 | 52-га Премія мистецтв Пексан                                 | Найпопулярніший актор телебачення                     | Сон Чжун Кі                              | Перемога  | [ 41 ] [ 42 ] |
| 2016 | 52-га Премія мистецтв Пексан                                 | Найпопулярніший актор телебачення                     | Чін Гу                                   | Номінація | [ 41 ] [ 42 ] |
| 2016 | 52-га Премія мистецтв Пексан                                 | Найпопулярніший акторка телебачення                   | Сон Хьо Кьо                              | Перемога  | [ 41 ] [ 42 ] |
| 2016 | 52-га Премія мистецтв Пексан                                 | Найпопулярніший акторка телебачення                   | Кім Чі Вон                               | Номінація | [ 41 ] [ 42 ] |
| 2016 | 52-га Премія мистецтв Пексан                                 | Глобальна зірка iQiyi                                 | Сон Чжун Кі                              | Перемога  | [ 41 ] [ 42 ] |
| 2016 | 52-га Премія мистецтв Пексан                                 | Глобальна зірка iQiyi                                 | Сон Хьо Кьо                              | Перемога  | [ 41 ] [ 42 ] |
| 2016 | 52-га Премія мистецтв Пексан                                 | Глобальна зірка iQiyi                                 | Чін Гу                                   | Номінація | [ 41 ] [ 42 ] |
| 2016 | 52-га Премія мистецтв Пексан                                 | Глобальна зірка iQiyi                                 | Кім Чі Вон                               | Номінація | [ 41 ] [ 42 ] |
| 2016 | 2-й фестиваль Scene Stealer                                  | Scene Stealer (чоловіки)                              | Лі Син Джун                              | Перемога  | [ 43 ]        |
| 2016 | 2-й фестиваль Scene Stealer                                  | Scene Stealer (чоловіки)                              | Чо Че Юн                                 | Перемога  | [ 43 ]        |
| 2016 | 2-й фестиваль Scene Stealer                                  | Новачок Scene Stealer (чоловіки)                      | Он Ю                                     | Перемога  | [ 43 ]        |
| 2016 | 1-ша індонезійська телевізійна премія                        | Спеціальна нагорода                                   | Чін Гу                                   | Перемога  | [ 44 ]        |
| 2016 | 43rd Korean Broadcasting Grand Prize                         | Краща драма                                           | «Нащадки сонця»                          | Перемога  | [ 45 ]        |
| 2016 | 11-та Сеульська міжнародна премія драми                      | Відмінна корейська драма                              | «Нащадки сонця»                          | Перемога  | [ 46 ]        |
| 2016 | 11-та Сеульська міжнародна премія драми                      | Видатний корейський актор                             | Сон Чжун Кі                              | Перемога  | [ 46 ]        |
| 2016 | 11-та Сеульська міжнародна премія драми                      | Видатний OST корейської драми                         | Гаммі You Are My Everything              | Перемога  | [ 46 ]        |
| 2016 | 5-та Премія «Зірок МААТР»                                    | Головний приз (Daesang)                               | Сон Чжун Кі                              | Перемога  | [ 47 ] [ 48 ] |
| 2016 | 5-та Премія «Зірок МААТР»                                    | Головний приз (Daesang)                               | Сон Хьо Кьо                              | Номінація | [ 47 ] [ 48 ] |
| 2016 | 5-та Премія «Зірок МААТР»                                    | Драма року                                            | «Нащадки сонця»                          | Перемога  | [ 47 ] [ 48 ] |
| 2016 | 5-та Премія «Зірок МААТР»                                    | Нагорода за високу майстерність (актор мінісеріалу)   | Сон Чжун Кі                              | Номінація | [ 47 ] [ 48 ] |
| 2016 | 5-та Премія «Зірок МААТР»                                    | Нагорода за високу майстерність (акторка мінісеріалу) | Сон Хьо Кьо                              | Номінація | [ 47 ] [ 48 ] |
| 2016 | 5-та Премія «Зірок МААТР»                                    | Кращий актор другого плану                            | Лі Син Джун                              | Номінація | [ 47 ] [ 48 ] |
| 2016 | 5-та Премія «Зірок МААТР»                                    | Кращий актор другого плану                            | Чін Гу                                   | Перемога  | [ 47 ] [ 48 ] |
| 2016 | 5-та Премія «Зірок МААТР»                                    | Краща акторка другого плану                           | Кім Чі Вон                               | Перемога  | [ 47 ] [ 48 ] |
| 2016 | 5-та Премія «Зірок МААТР»                                    | Кращий новий актор                                    | Кім Мін Сок                              | Номінація | [ 47 ] [ 48 ] |
| 2016 | 5-та Премія «Зірок МААТР»                                    | Краща зірка APAN                                      | Сон Чжун Кі                              | Перемога  | [ 47 ] [ 48 ] |
| 2016 | 5-та Премія «Зірок МААТР»                                    | Краща пара                                            | Сон Чжун Кі та Сон Хьо Кьо               | Перемога  | [ 47 ] [ 48 ] |
| 2016 | 5-та Премія «Зірок МААТР»                                    | Краща пара                                            | Чін Гу та Кім Чі Вон                     | Номінація | [ 47 ] [ 48 ] |
| 2016 | 9-та Премія корейської драми                                 | Головний приз (Daesang)                               | Сон Чжун Кі                              | Номінація | [ 49 ]        |
| 2016 | 9-та Премія корейської драми                                 | Краща драма                                           | «Нащадки сонця»                          | Перемога  | [ 49 ]        |
| 2016 | 9-та Премія корейської драми                                 | Кращий автор драми                                    | Кім Ин Сук                               | Номінація | [ 49 ]        |
| 2016 | 9-та Премія корейської драми                                 | Нагорода за майстерність (актор)                      | Чо Че Юн                                 | Перемога  | [ 49 ]        |
| 2016 | 9-та Премія корейської драми                                 | Кращий новий актор                                    | Кім Мін Сок                              | Номінація | [ 49 ]        |
| 2016 | 9-та Премія корейської драми                                 | Кращий оригінальний саундтрек                         | Гаммі (You Are My Everything)            | Номінація | [ 49 ]        |
| 2016 | Премія Корейської асоціації рекламодавців                    | Краща драма                                           | «Нащадки сонця»                          | Перемога  | [ 50 ]        |
| 2016 | 1-ша Премія Азійський артист                                 | Головний приз (Daesang) (драма)                       | Сон Чжун Кі                              | Номінація | [ 51 ]        |
| 2016 | 1-ша Премія Азійський артист                                 | Кращий артист (акторки)                               | Сон Хьо Кьо                              | Номінація | [ 51 ]        |
| 2016 | 1-ша Премія Азійський артист                                 | Краща зірка (актор)                                   | Чін Гу                                   | Перемога  | [ 51 ]        |
| 2016 | 1-ша Премія Азійський артист                                 | Краща зірка (акторка)                                 | Кім Чі Вон                               | Перемога  | [ 51 ]        |
| 2016 | 1-ша Премія Азійський артист                                 | Кращий новачок (акторки)                              | Пак Хван Хї                              | Номінація | [ 51 ]        |
| 2016 | 1-ша Премія Азійський артист                                 | Кращий OST                                            | Гаммі (You Are My Everything)            | Перемога  | [ 51 ]        |
| 2016 | 1-ша Премія Азійський артист                                 | Нагорода за популярність (актор)                      | Сон Чжун Кі                              | Номінація | [ 51 ]        |
| 2016 | 1-ша Премія Азійський артист                                 | Нагорода за популярність (акторка)                    | Сон Хьо Кьо                              | Номінація | [ 51 ]        |
| 2016 | 1-ша Премія Азійський артист                                 | Нагорода за популярність (акторка)                    | Кім Чі Вон                               | Номінація | [ 51 ]        |
| 2016 | 8-ма Музична премія Melon                                    | Кращий OST                                            | Гаммі (You Are My Everything)            | Номінація | [ 52 ]        |
| 2016 | 8-ма Музична премія Melon                                    | Кращий OST                                            | Юн Мі ре Always                          | Перемога  | [ 52 ]        |
| 2016 | 8-ма Музична премія Melon                                    | Кращий OST                                            | Davichi This Love                        | Номінація | [ 52 ]        |
| 2016 | 18-та Азійська музична премія Mnet                           | Кращий OST                                            | Davichi This Love                        | Номінація | [ 53 ]        |
| 2016 | Азійська телевізіна премія                                   | Кращий драматичний серіал                             | «Нащадки сонця»                          | Перемога  | [ 54 ]        |
| 2016 | Премія популярної корейської культури та мистецтв            | Президентська нагорода                                | Сон Чжун Кі                              | Перемога  | [ 55 ]        |
| 2016 | Премія популярної корейської культури та мистецтв            | Президентська нагорода                                | Сон Хьо Кьо                              | Перемога  | [ 55 ]        |
| 2016 | Премія популярної корейської культури та мистецтв            | Президентська нагорода                                | Кім Ин Сук                               | Перемога  | [ 55 ]        |
| 2016 | 29-та Премія Grimae                                          | Головний приз (Daesang)                               | Кім Сі Хьон, Ом Чон Сон (Cinematography) | Перемога  | [ 56 ]        |
| 2016 | 30-та Премія KBS драма                                       | Головний приз (Daesang)                               | Сон Чжун Кі                              | Перемога  | [ 58 ]        |
| 2016 | 30-та Премія KBS драма                                       | Головний приз (Daesang)                               | Сон Хьо Кьо                              | Перемога  | [ 58 ]        |
| 2016 | 30-та Премія KBS драма                                       | Нагорода за високу майстерність (актор)               | Сон Чжун Кі                              | Номінація | [ 58 ]        |
| 2016 | 30-та Премія KBS драма                                       | Нагорода за високу майстерність (акторка)             | Сон Хьо Кьо                              | Номінація | [ 58 ]        |
| 2016 | 30-та Премія KBS драма                                       | Нагорода за майстерність (актор мінісеріалу)          | Сон Чжун Кі                              | Номінація | [ 58 ]        |
| 2016 | 30-та Премія KBS драма                                       | Нагорода за майстерність (актор мінісеріалу)          | Чін Гу                                   | Номінація | [ 58 ]        |
| 2016 | 30-та Премія KBS драма                                       | Нагорода за майстерність (акторка мінісеріалу)        | Сон Хьо Кьо                              | Номінація | [ 58 ]        |
| 2016 | 30-та Премія KBS драма                                       | Нагорода за майстерність (акторка мінісеріалу)        | Кім Чі Вон                               | Перемога  | [ 58 ]        |
| 2016 | 30-та Премія KBS драма                                       | Кращий актор другого плану                            | Чо Че Юн                                 | Номінація | [ 58 ]        |
| 2016 | 30-та Премія KBS драма                                       | Краща акторка другого плану                           | Со Чон Йон                               | Номінація | [ 58 ]        |
| 2016 | 30-та Премія KBS драма                                       | Кращий новий актор                                    | Кім Мін Сок                              | Номінація | [ 58 ]        |
| 2016 | 30-та Премія KBS драма                                       | Кращий новий актор                                    | Он Ю                                     | Номінація | [ 58 ]        |
| 2016 | 30-та Премія KBS драма                                       | Краща нова акторка                                    | Кім Чі Вон                               | Перемога  | [ 58 ]        |
| 2016 | 30-та Премія KBS драма                                       | Кращий автор сценарію                                 | Кім Ин Сук, Кім Вон Сок                  | Перемога  | [ 58 ]        |
| 2016 | 30-та Премія KBS драма                                       | Netizen нагорода                                      | Сон Чжун Кі                              | Номінація | [ 58 ]        |
| 2016 | 30-та Премія KBS драма                                       | Netizen нагорода                                      | Сон Хьо Кьо                              | Номінація | [ 58 ]        |
| 2016 | 30-та Премія KBS драма                                       | Краща пара                                            | Сон Чжун Кі та Сон Хьо Кьо               | Перемога  | [ 58 ]        |
| 2016 | 30-та Премія KBS драма                                       | Краща пара                                            | Чін Гу та Кім Чі Вон                     | Перемога  | [ 58 ]        |
| 2016 | 30-та Премія KBS драма                                       | Краща пара Азії                                       | Сон Чжун Кі та Сон Хьо Кьо               | Перемога  | [ 58 ]        |
| 2017 | 31-ша премія Золотий диск                                    | Кращий OST                                            | Гаммі (You Are My Everything)            | Перемога  | [ 59 ]        |
| 2017 | 26-та Сеульська музична премія                               | Кращий OST                                            | Гаммі (You Are My Everything)            | Перемога  | [ 60 ]        |
| 2017 | 29-та Корейська продюсерська премія                          | Кращий виконавець                                     | Сон Чжун Кі                              | Перемога  | [ 61 ]        |
| 2017 | Премія Корейської комісії з комунікації та телерадіомовленню | Головний приз за досконалість у виробництві           | «Нащадки сонця»                          | Перемога  | [ 62 ]        |
| 2017 | 50-й Х'юстонський міжнародний кінофестиваль                  | Спеціальна нагорода журі (телесеріал)                 | «Нащадки сонця»                          | Перемога  | [ 63 ]        |